# Guy Burnet

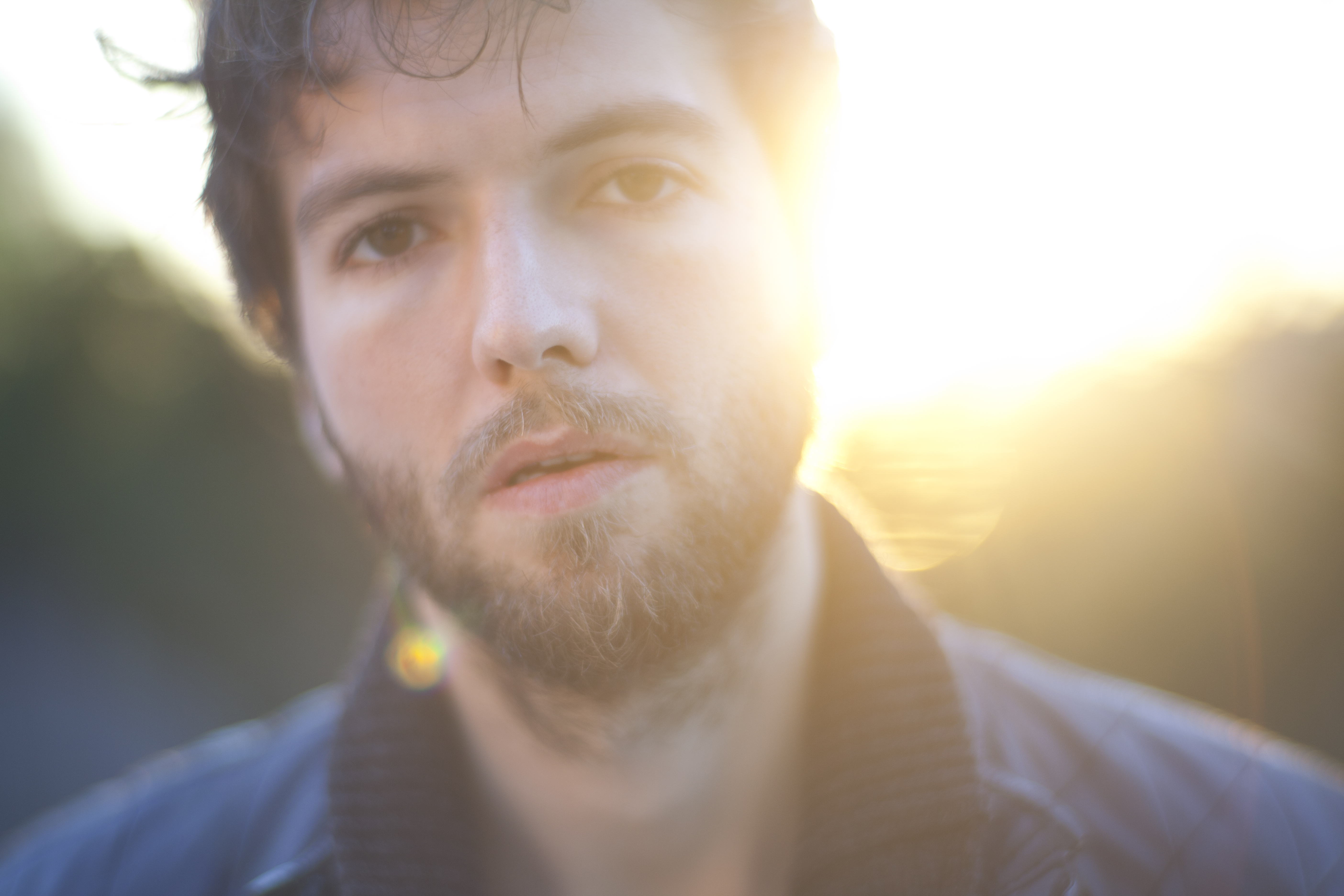
Guy Burnet (2013)

Guy Burnet (* 8. August 1983 in London) ist ein britischer Schauspieler.

## Leben
Burnet wurde 1983 in London geboren und ist seit 2002 als Schauspieler aktiv. 
Seine erste Rolle war die des Craig Dean in der Seifenoper Hollyoaks, welchen er von 2002 bis 2008 in 32 Episoden verkörperte.
Neben mehreren Filmauftritten wie neben Sean Bean in Age of Heroes (2011), Ewan McGregor in Mortdecai – Der Teilzeitgauner (2015) und Anna Kendrick in Pitch Perfect 3 (2017) war er auch vermehrt in US-amerikanischen Fernsehserien zu sehen.
So trat er als Casey Finney in der dritten Staffel von Donovan auf und wurde später in der Rolle des Mike Cornwell  Teil der dritten Staffel von The Affair; zudem trat er in einer Episode der Anthology-Serie Philip K. Dick’s Electric Dreams in Erscheinung.
Größere wiederkehrende Rollen übernahm Burnet danach in den Serien Chicago Fire (2016), Hand of God (2017) und Counterpart (2018–2019), wobei in den letzten beiden jeweils mit Ron Perlman und J. K. Simmons vor der Kamera stand.
2016 war Burnet im Filmdrama Die Habenichtse neben Julia Jentsch zu sehen, wobei er den Dealer Jim spielte. Im 2023 veröffentlichten Historienfilm Oppenheimer übernahm er in einer kleinen Rolle den Part des George Eltenton.
Im Deutschen hat Burnet aktuell noch keine Feststimme, bisher wurde er von Tim Knauer, Arne Stephan und David Turba jeweils zweimal synchronisiert.

## Filmografie
- 2002–2008: Hollyoaks (Fernsehserie, 32 Episoden)
- 2004: Time/Out
- 2006: Voyer
- 2009: Moving On (Fernsehserie, Episode 1x04)
- 2010: Sonny Munroe (Sonny with a Chance, Fernsehserie, Episode 2x04)
- 2010: Luster
- 2010: Baseline
- 2010: Pig
- 2011: Age of Heroes
- 2011: Two Jacks
- 2011: The Royal (Fernsehserie, Episode 8x09)
- 2012: Rites of Passage
- 2015: Mortdecai – Der Teilzeitgauner (Mortdecai)
- 2015: Ray Donovan (Fernsehserie, 3 Episoden)
- 2015: Day Out of Days
- 2016: Die Habenichtse
- 2016: The Affair (Fernsehserie, 2 Episoden)
- 2016: Chicago Fire (Fernsehserie, 6 Episoden)
- 2017: Hand of God (Fernsehserie, 8 Episoden)
- 2017: Pitch Perfect 3
- 2017: Philip K. Dick’s Electric Dreams (Fernsehserie, Episode 1x05)
- 2018–2019: Counterpart (Fernsehserie, 7 Episoden)
- 2018: Asher
- 2019: Jacobs Ladder
- 2019: The Feed (Fernsehserie, 10 Episoden)
- 2022: Whisper – No Way Out
- 2022: Bed Rest – Deine Angst schläft nie (Bed Best)
- 2022: Dead for a Dollar
- 2023: Oppenheimer
- 2023: 3 Body Problem (Fernsehserie, Episode 1x01)
- 2025: Fubar (Fernsehserie, 8 Episoden)